# Pellaea ternifolia
Pellaea ternifolia är en kantbräkenväxtart. Pellaea ternifolia ingår i släktet Pellaea och familjen Pteridaceae.

## Underarter
Arten delas in i följande underarter:
- P. t. arizonica
- P. t. brandegeei
- P. t. ternifolia

## Bildgalleri

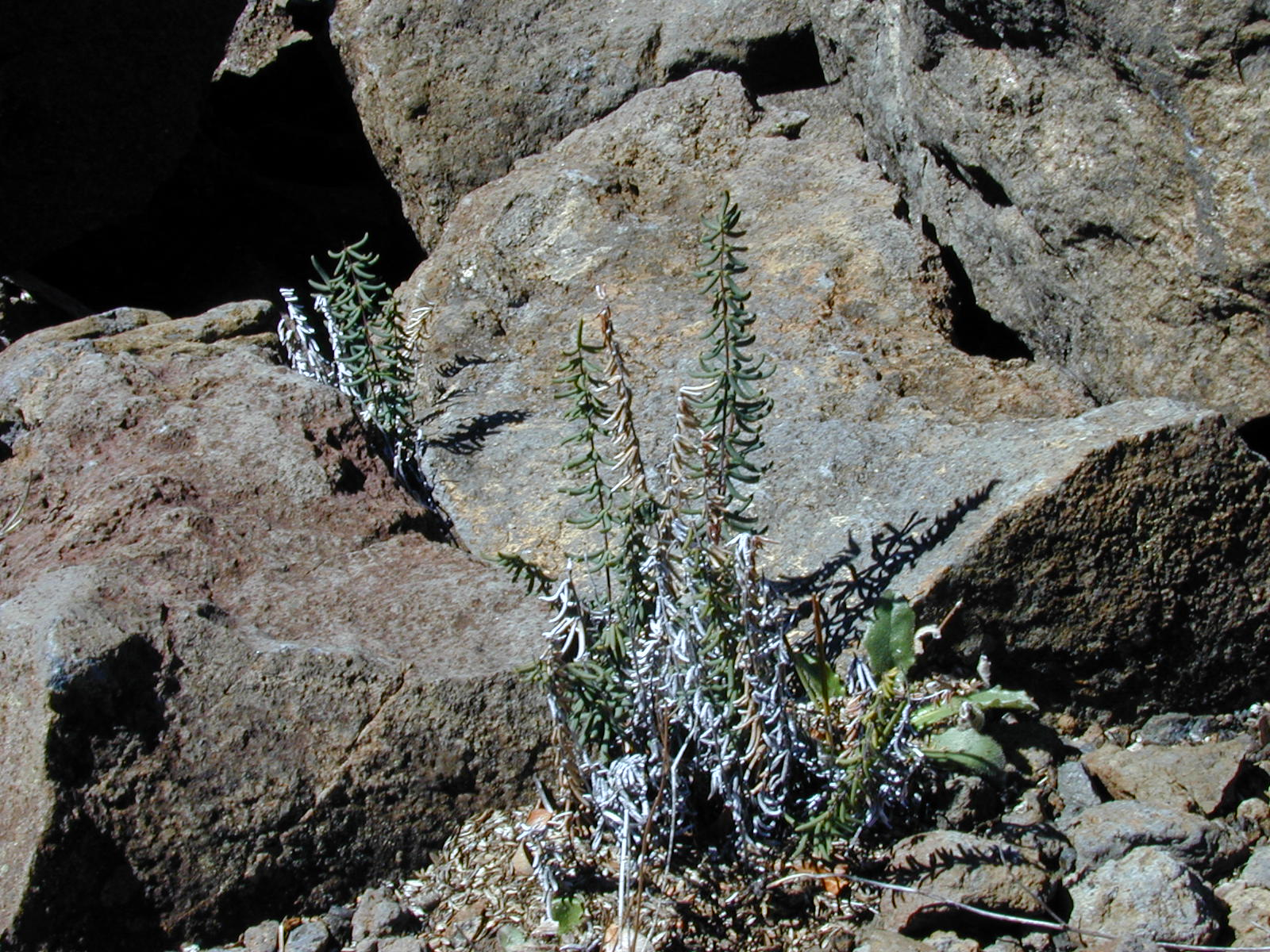
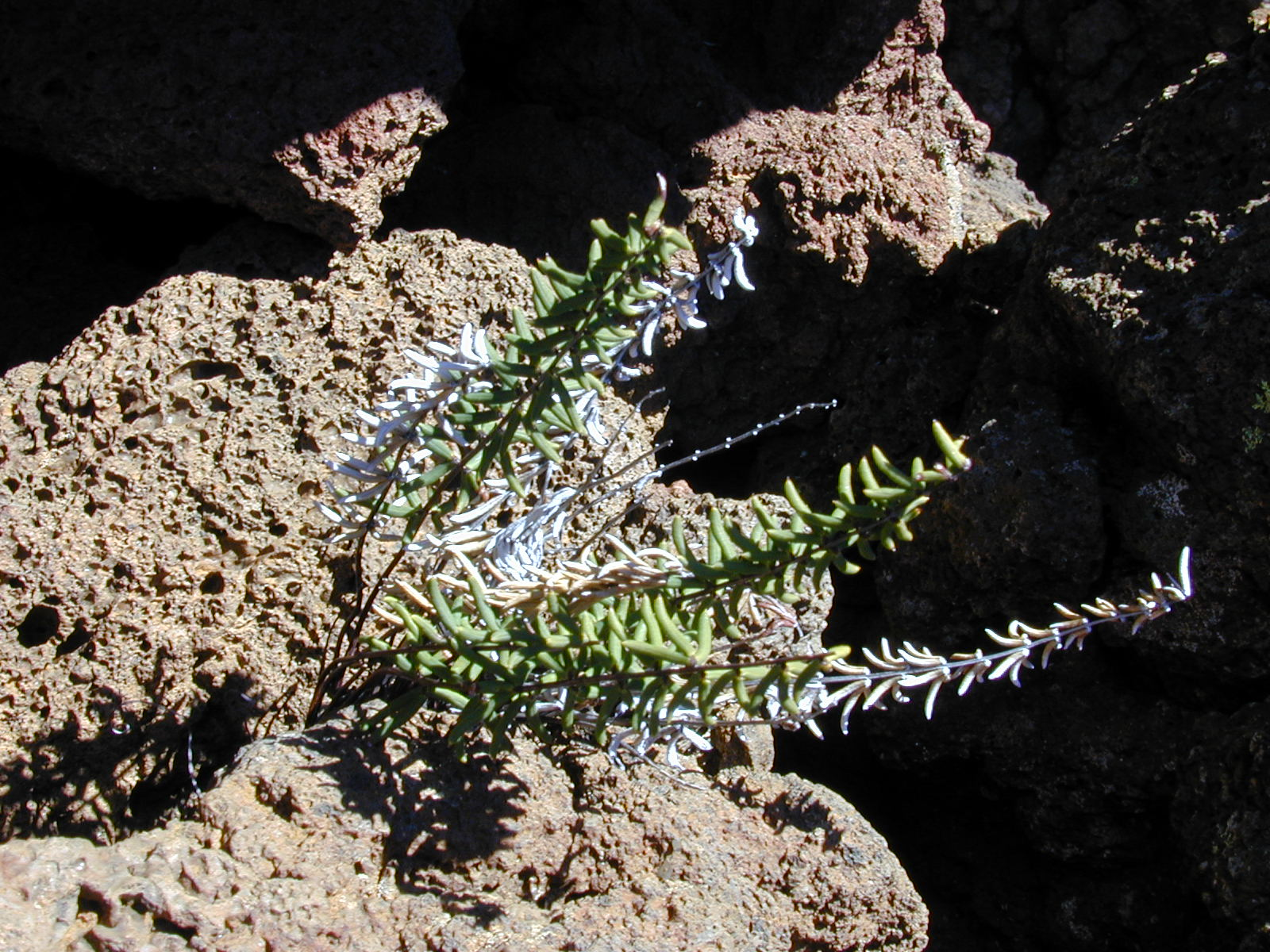
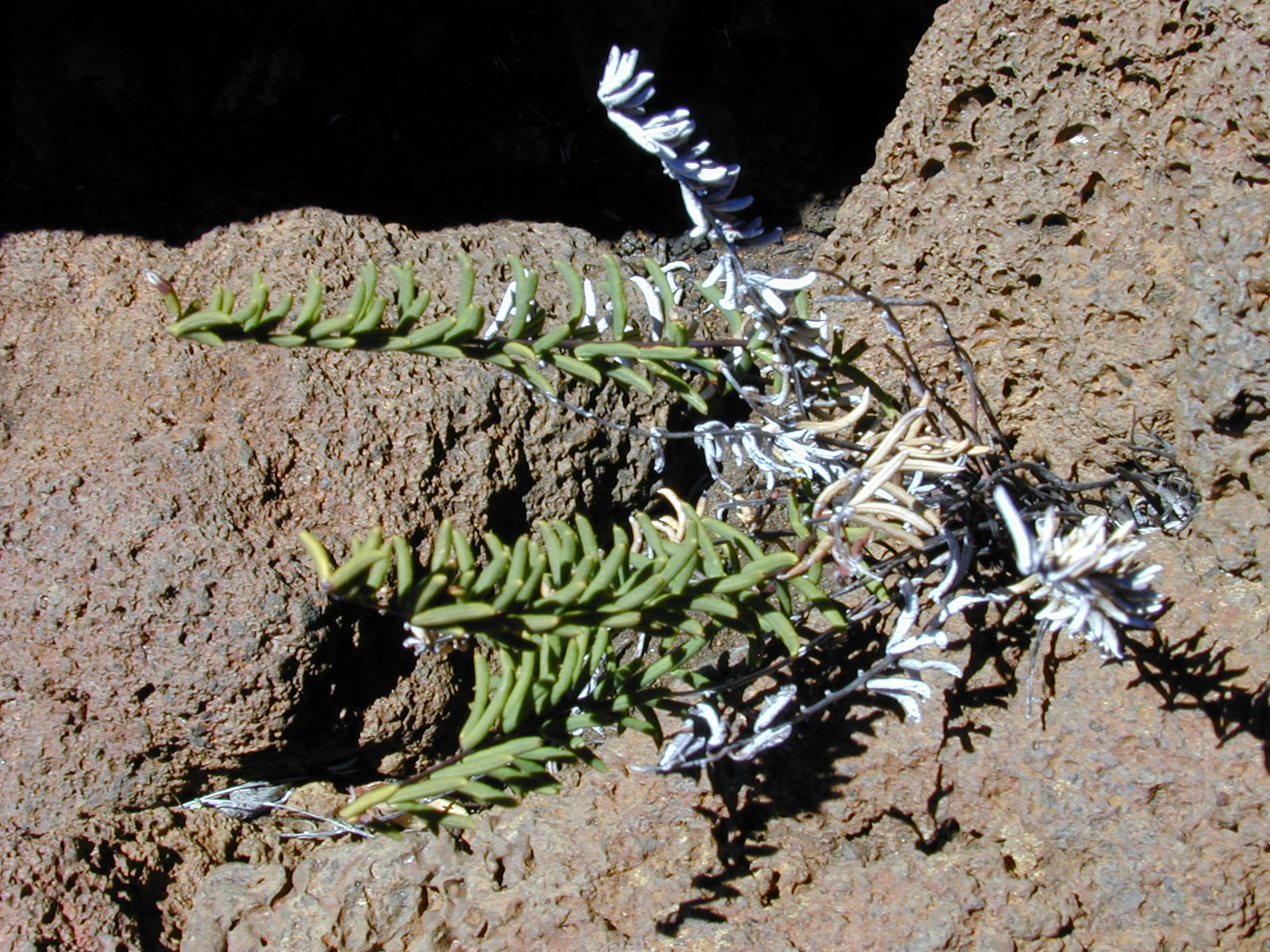
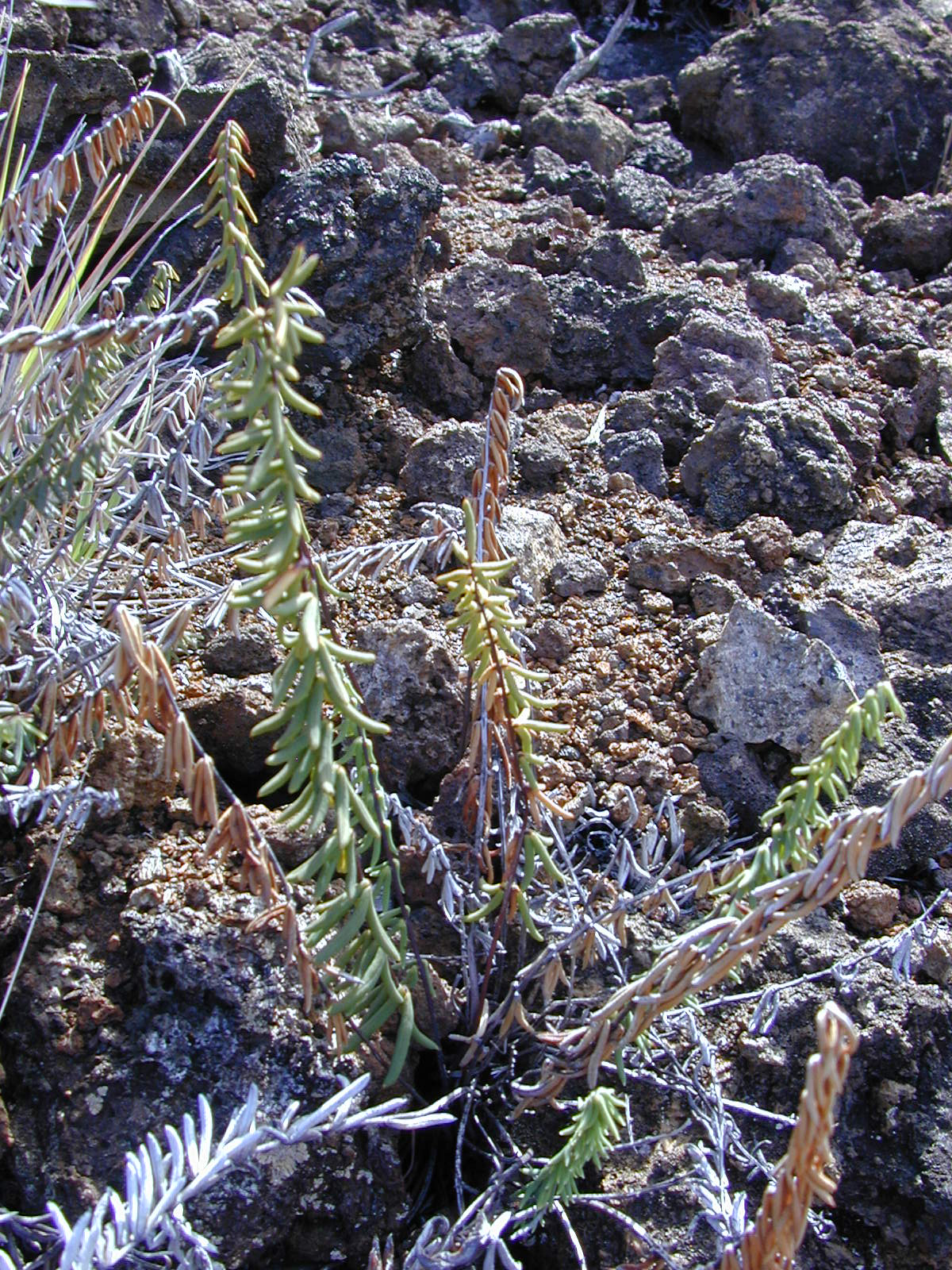
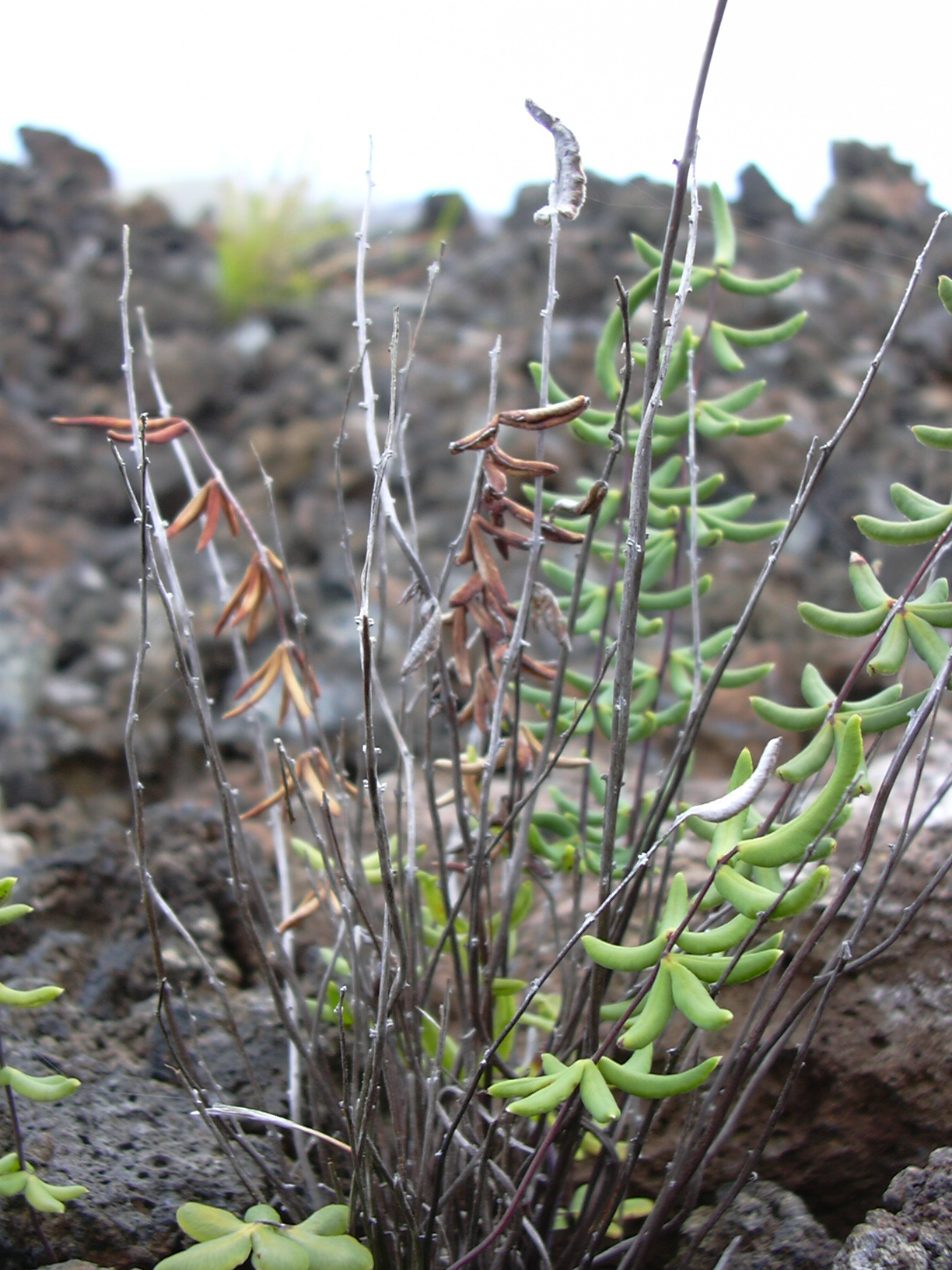
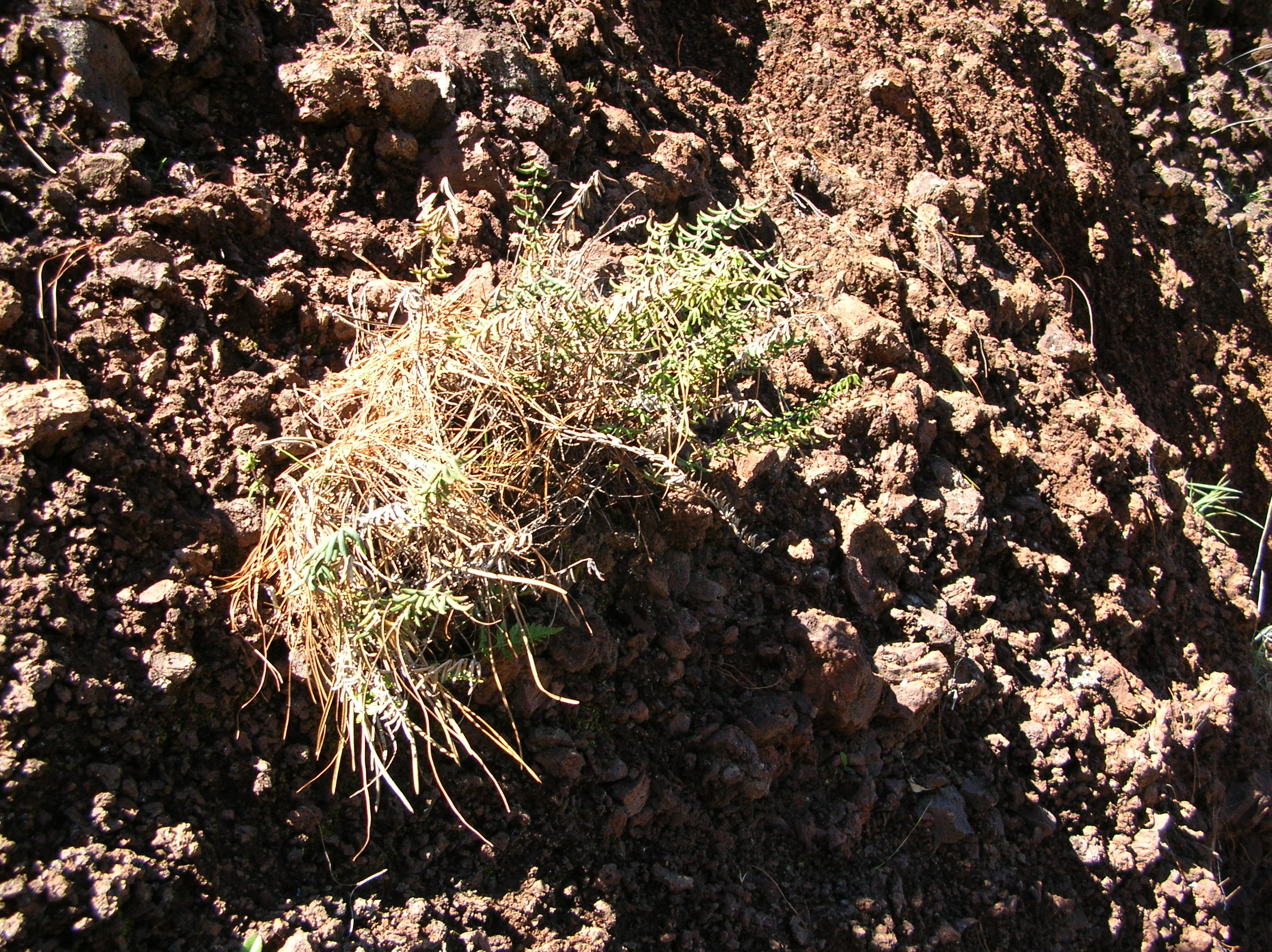